# Александер Тетті
Александер Тетті (норв. Alexander Tettey, нар. 4 квітня 1986, Аккра) — норвезький футболіст, що грав на позиції півзахисника. Відомий за виступами в низці норвезьких і закордонних клубів, зокрема за «Русенборг», «Норвіч Сіті» та «Ренн», а також у складі національної збірної Норвегії. Дворазовий чемпіон Норвегії. Дворазовий переможець Чемпіонату Футбольної ліги.

## Клубна кар'єра
Александер Тетті народився 1986 року в місті Аккра в Гані, проте ще в дитинстві перебрався з родиною до Норвегії, де й розпочав займатися футболом. Спочатку займався в юнацькій команді футбольного клубу «Буде-Глімт», пізніше перейшов до юнацької команди клубу «Колстад». У дорослому футболі дебютував 2003 року виступами за команду «Русенборг», в якій виборов титул чемпіона Норвегії у 2004 році. Проте молодий футболіст не став відразу гравцем основного складу, тому в 2005 році керівництво клубу віддало Тетті в оренду до клубу «Скейд». Наступного року футболіст повернувся до «Русенборга», після чого став гравцем основного складу, і в 2006 році ще раз став чемпіоном Норвегії.
У 2009 році Тетті перейшов до французького клубу«Ренн», в якому грав до 2012 року.
У 2012 роц Тетті перейшов до складу англійського клубу «Норвіч Сіті», в якому відразу став гравцем основного складу. Проте команда балансувала між першим і другим дивізіонами англійського футболу, і в складі «Норвіч Сіті» норвезький ганець двічі ставав переможцем чемпіонату Футбольної ліги. У складі англійської команди Тетті грав до 2021 року, зігравши 247 матчів, у яких відзначився 7 забитими м'ячами.
У 2021 році Тетті повернувся до «Русенборга», проте зігравши лише 6 матчів, завершив виступи на футбольних полях.

## Міжнародна кар'єра
2004 року Александер Тетті дебютував у складі юнацької збірної Норвегії, загалом на юнацькому рівні взяв участь у 15 іграх. Протягом 2006—2008 років футболіст залучався до складу молодіжної збірної Норвегії. На молодіжному рівні зіграв у 14 офіційних матчах.
У 2007 році Тетті дебютував у складі національної збірної Норвегії. У складі національної збірної футболіст грав до 2017 року, зігравши 34 матчі та забивши 3 голи.

## Тренерська кар'єра
У 2024 році Александер Тетті став асистентом головного тренера клубу «Русенборг».
| Дата       | Місто         | Господарі   | Результат | Гості      | Турнір            | Голи | Примітки |
| ---------- | ------------- | ----------- | --------- | ---------- | ----------------- | ---- | -------- |
| 22-8-2007  | Осло          | Норвегія    | 2 – 1     | Аргентина  | товариський матч  | -    |          |
| 17-11-2007 | Осло          | Норвегія    | 1 – 2     | Туреччина  | Відбір до ЧЄ 2008 | -    |          |
| 1-4-2009   | Осло          | Норвегія    | 3 – 2     | Фінляндія  | товариський матч  | -    |          |
| 10-6-2009  | Роттердам     | Нідерланди  | 2 – 0     | Норвегія   | Відбір до ЧС 2010 | -    |          |
| 14-11-2009 | Женева        | Швейцарія   | 0 – 1     | Норвегія   | товариський матч  | -    |          |
| 3-3-2010   | Жиліна        | Словаччина  | 0 – 1     | Норвегія   | товариський матч  | -    |          |
| 9-2/2011   | Фару          | Польща      | 1 – 0     | Норвегія   | товариський матч  | -    |          |
| 10-8-2011  | Осло          | Норвегія    | 3 – 0     | Чехія      | товариський матч  | -    |          |
| 2-9-2011   | Осло          | Норвегія    | 1 – 0     | Ісландія   | Відбір до ЧЄ 2012 | -    |          |
| 6-9-2011   | Копенгаген    | Данія       | 2 – 0     | Норвегія   | Відбір до ЧЄ 2012 | -    |          |
| 11-10-2011 | Осло          | Норвегія    | 3 – 1     | Кіпр       | Відбір до ЧЄ 2012 | -    |          |
| 11-11-2011 | Кардіфф       | Уельс       | 4 – 1     | Норвегія   | товариський матч  | -    |          |
| 26-5-2012  | Осло          | Норвегія    | 0 – 1     | Англія     | товариський матч  | -    |          |
| 2-6-2012   | Осло          | Норвегія    | 1 – 1     | Хорватія   | товариський матч  | -    |          |
| 15-10-2013 | Осло          | Норвегія    | 1 – 1     | Ісландія   | Відбір до ЧС 2014 | -    |          |
| 5-3-2014   | Прага         | Чехія       | 2 – 2     | Норвегія   | товариський матч  | -    |          |
| 27-5-2014  | Сен-Дені      | Франція     | 4 – 0     | Норвегія   | товариський матч  | -    |          |
| 31-5-2014  | Осло          | Норвегія    | 1 – 1     | Росія      | товариський матч  | -    |          |
| 9-9-2014   | Осло          | Норвегія    | 0 – 2     | Італія     | Відбір до ЧЄ 2016 | -    |          |
| 10-10-2014 | Та-Калі       | Мальта      | 0 – 3     | Норвегія   | Відбір до ЧЄ 2016 | -    |          |
| 13-10-2014 | Осло          | Норвегія    | 2 – 1     | Болгарія   | Відбір до ЧЄ 2016 | -    |          |
| 16-11-2014 | Баку          | Азербайджан | 0 – 1     | Норвегія   | Відбір до ЧЄ 2016 | -    |          |
| 28-3-2015  | Загреб        | Хорватія    | 5 – 1     | Норвегія   | Відбір до ЧЄ 2016 | 1    |          |
| 8-6-2015   | Осло          | Норвегія    | 0 – 0     | Швеція     | товариський матч  | -    |          |
| 3-9-2015   | Софія (місто) | Болгарія    | 0 – 1     | Норвегія   | Відбір до ЧЄ 2016 | -    |          |
| 6-9-2015   | Осло          | Норвегія    | 2 – 0     | Хорватія   | Відбір до ЧЄ 2016 | -    |          |
| 10-10-2015 | Осло          | Норвегія    | 2 – 0     | Мальта     | Відбір до ЧЄ 2016 | 1    |          |
| 13-10-2015 | Рим           | Італія      | 2 – 1     | Норвегія   | Відбір до ЧЄ 2016 | 1    |          |
| 12-11-2015 | Осло          | Норвегія    | 0 – 1     | Угорщина   | Відбір до ЧЄ 2016 | -    |          |
| 15-11-2015 | Будапешт      | Угорщина    | 2 – 1     | Норвегія   | Відбір до ЧЄ 2016 | -    |          |
| 31-8-2016  | Осло          | Норвегія    | 0 – 1     | Білорусь   | товариський матч  | -    |          |
| 4-9-2016   | Осло          | Норвегія    | 0 – 3     | Німеччина  | Відбір до ЧС 2018 | -    |          |
| 11-10-2016 | Осло          | Норвегія    | 4 – 1     | Сан-Марино | Відбір до ЧС 2018 | -    |          |
| 11-11-2016 | Прага         | Чехія       | 2 – 1     | Норвегія   | Відбір до ЧС 2018 | -    |          |
| Усього     |               | Матчів      | 34        |            | Голів             | 3    |          |

## Титули і досягнення
- Чемпіон Норвегії (2):

«Русенборг»: 2004, 2006
- Переможець Чемпіонату Футбольної ліги (2):

«Норвіч Сіті»: 2018–2019, 2020–2021